# Liberale Keizerrijk

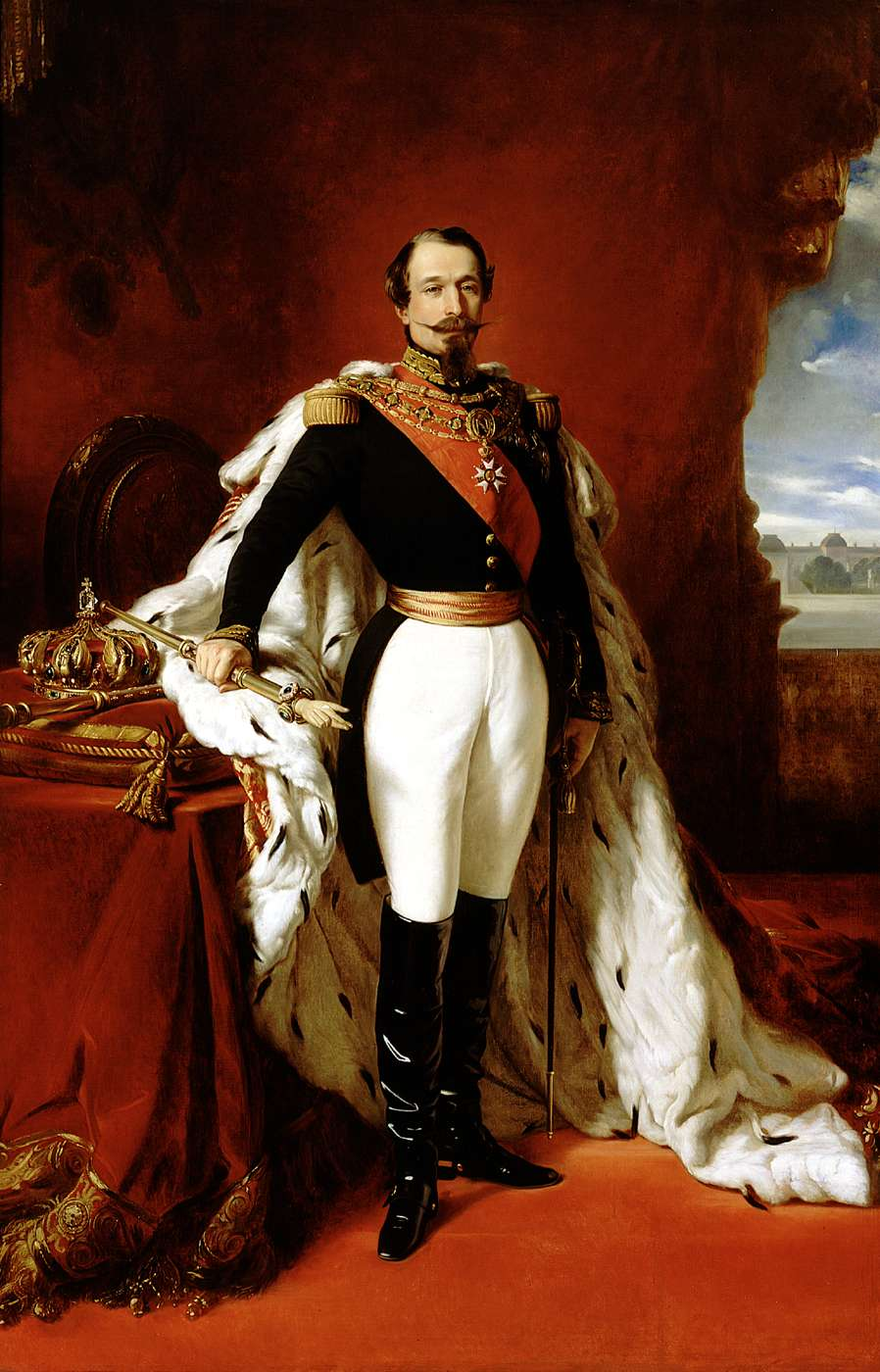
Portret van Napoleon III door Franz Xaver Winterhalter, olieverf op doek, 1855.

Het Liberale Keizerrijk was de tweede periode van het Tweede Franse Keizerrijk tijdens de jaren 1860, die duurde vanaf 1860 tot het einde van het Keizerrijk en de afkondiging van de Derde Franse Republiek op 4 september 1870. Deze periode werd voorafgegaan door het Autoritaire Keizerrijk, dat was ontstaan na de staatsgreep van 2 december 1851 en de afkondiging van het Keizerrijk op 2 december 1852.
Na de autoritaire periode sinds 1852 werden er in het Tweede Franse Keizerrijk gedurende het decennium 1860-1870 stelselmatig liberale en democratische hervormingen doorgevoerd als toegevingen aan de voornamelijk republikeinse oppositie. Keizer Napoleon III was ervan overtuigd dat deze toegevingen zijn regime een tweede adem zou geven en de voedingsbodem voor een revolutie zou kunnen wegnemen.
Na de Franse nederlaag in de Slag bij Sedan op 2 september 1870 gaf keizer Napoleon III zich over aan Pruisen, wat de val inluidde van het Tweede Franse Keizerrijk. Twee dagen later, op 4 september 1870, volgde in Parijs de officiële afkondiging van de Derde Franse Republiek.